# Chadurie
Chadurie – miejscowość i gmina we Francji, w regionie Nowa Akwitania, w departamencie Charente.
Według danych na rok 1990 gminę zamieszkiwały 474 osoby, a gęstość zaludnienia wynosiła 29 osób/km² (wśród 1467 gmin regionu Poitou-Charentes Chadurie plasuje się na 570. miejscu pod względem liczby ludności, natomiast pod względem powierzchni na miejscu 526.).